# مونت کراون
مونت کراون (به لاتین: Mount Craven) یک منطقهٔ مسکونی در گرنادا است که در Saint Patrick Parish, Grenada واقع شده‌است. مونت کراون ۸۸ متر بالاتر از سطح دریا واقع شده‌است.